# Maxwell Land Grant
Il Maxwell Land Grant, noto anche come Beaubien-Miranda Land Grant, era una concessione terriera messicana di 1.714.765 acri (6.939,41 km²) comprendente la contea di Colfax, Nuovo Messico e parte dell'adiacente contea di Las Animas, Colorado. Questa concessione terriera del 1841 fu una delle più grandi proprietà terriere private contigue nella storia degli Stati Uniti. Le città del Nuovo Messico di Cimarron, Colfax, Dawson, Elizabethtown, French, Lynn, Maxwell, Miami, Raton, Rayado, Springer, Ute Park e Vermejo Park, vennero collocate all'interno della concessione, e numerose altre città che oggi sono città fantasma.